# مک‌بوک ایر
مک‌بوک ایر یک اولترا بوک از سری محصولات اپل است که در ردهٔ لپ‌تاپ قابل حمل جای می‌گیرد. این لپ‌تاپ از مک اواس ده استفاده می‌کند.
اولین این سری که یک مدل ۱۳.۳ اینچی بود، به عنوان باریک‌ترین لپ‌تاپ جهان در کنفرانس و نمایشگاه مک‌ورلد در ۱۵ ژانویه ۲۰۰۸ معرفی شد.